# Zbór Chrześcijańskiej Wspólnoty Zielonoświątkowej w Trzebini
Zbór Chrześcijańskiej Wspólnoty Zielonoświątkowej w Trzebini – zbór  Chrześcijańskiej Wspólnoty Zielonoświątkowej działający w Trzebini.
Pastorem zboru jest Andrzej Nazimek. Nabożeństwa odbywają się dwa razy w tygodniu w domu modlitwy zlokalizowanym przy ul. Józefa Piłsudskiego 122. Ponadto raz w miesiącu ma miejsce nabożeństwo modlitewne.

## Historia
W 1985 w mieszkaniu prywatnym na Osiedlu Gaj w Trzebini należącym do Andrzej Nazimka zainaugurowane zostały spotkania ewangelicznie wierzących chrześcijan, odbywające się początkowo raz na tydzień w dni robocze oraz w jedną niedzielę w miesiącu. W 1989 wspólnota ta została przekształcona w placówkę Zboru Chrześcijańskiej Wspólnoty Zielonoświątkowej w Zabrzu. Członkowie placówki organizowali coroczne ogólnokrajowe kolonie letnie dla dzieci w Świebodzinie.
W okresie 1991–1992 nabożeństwa placówki zostały przeniesione tymczasowo do Chrzanowa, gdzie odbywały się w trzy niedziele w miesiącu. 
Ze względu na znaczne oddalenie placówki w Trzebini od macierzystego zboru w Zabrzu, postanowiono w przekształceniu jej w samodzielny zbór, do czego doszło 28 sierpnia 1994. Pastorem wspólnoty został Andrzej Nazimek. Nabożeństwa nowego zboru rozpoczęto prowadzić w niedziele i w środy w Karniowicach w budynku nr 228. 
Z racji niewielkiej powierzchni domu w Karniowicach, zaczęto prowadzić starania o zakup nowego obiektu dla zboru. Wkrótce zbór nabył budynek przy ul. Józefa Piłsudskiego 122 w Trzebini, który został następnie przystosowany na dom modlitwy.